# Frans Nielsen
Frans Nielsen (ur. 24 kwietnia 1984 w Herning) – duński hokeista, reprezentant Danii, olimpijczyk.
Jego ojciec Frits (ur. 1953) i brat Simon (ur. 1986) także zostali hokeistami. W 2012 roku podczas lokautu w NHL obaj bracia występowali razem w fińskim klubie Lukko.

## Kariera
- Herning U20 (1999–2000)
- Herning Blue Fox (2000–2001)
- Malmö J18 (2001–2003)
- Malmö J20 (2001–2005)
- Malmö Redhawks (2001–2005)
- Timrå IK (2005–2006)
- New York Islanders (2006-2016)
  -  Bridgeport Sound Tigers (2006–2008)
  -  Lukko (2012)
- Detroit Red Wings (2016-2021)
- Eisbären Berlin (2021-2022)

Wychowanek Herning IK. W drafcie NHL z 2002 został wybrany przez New York Islanders. Od 2006 roku zawodnik tego klubu. W lutym 2012 roku przedłużył kontrakt z klubem o dwa cztery lata. Od września 2012 do stycznia 2013 roku na okres lokautu w sezonie NHL (2012/2013) związany kontraktem z fińskim klubem Lukko. Od lipca 2016 zawodnik Detroit Red Wings, związany sześcioletnim kontraktem. W sierpniu 2021 poinformowany, że jego kontrakt został wykupiony przez klub i Frans Nielsen został wolnym zawodnikiem. W październiku 2021 został zaangażowany przez niemiecki klub Eisbären Berlin. W maju 2022 ogłosił zakończenie kariery.
Uczestniczył w turniejach mistrzostw świata edycji 2004, 2004, 2005, 2006, 2007, 2010, 2012, 2018, 2022, zimowych igrzysk olimpijskich 2022. W barwach zespołu Europy brał udział w turnieju Pucharu Świata 2016.
Został wybrany chorążym ekipy Danii na Zimowe Igrzyska Olimpijskie 2022.

## Sukcesy
Reprezentacyjne

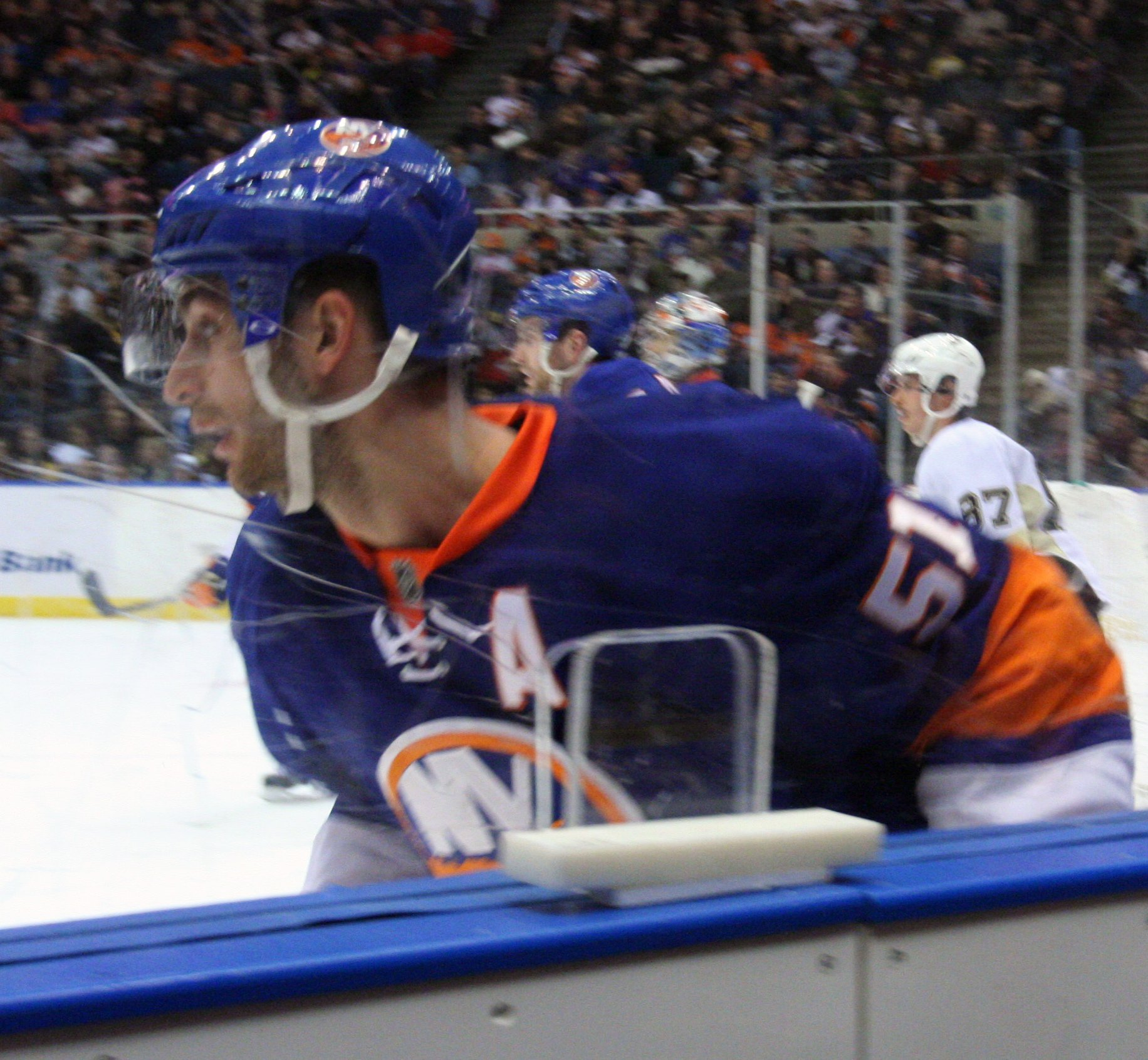
Frans Nielsen w barwach New York Islanders (2010)

- Finał Pucharu Świata: 2016 z kadrą Europy

Klubowe
- Złoty medal mistrzostw Danii: 2001 z Herning Blue Fox

Indywidualne
- Najlepszy pierwszoroczniak ligi duńskiej: 2001
- Mistrzostwa Świata w Hokeju na Lodzie 2010/Elita
  - Jeden z trzech najlepszych zawodników reprezentacji
- Mistrzostwa Świata w Hokeju na Lodzie 2012/Elita
  - Jeden z trzech najlepszych zawodników reprezentacji
- NHL (2016/2017): NHL All-Star Game 2017
- Mistrzostwa Świata w Hokeju na Lodzie 2018/Elita:
  - Jeden z trzech najlepszych zawodników reprezentacji w turnieju[10]

Wyróżnienia
- Najlepszy napastnik Danii: 2014
- Galeria Sławy IIHF: 2025[11]